# Assani Lukimya-Mulongoti
Assani Lukimya-Mulongoti (ur. 25 stycznia 1986 w Uvirze) – kongijski piłkarz występujący na pozycji obrońcy w klubie Liaoning Whowin.

## Kariera klubowa
Lukimya rozpoczął swoją karierę w klubie SV Norda Nordwest, zanim przeszedł do SV Tasmanii Gropiusstadt. W 2004 roku został dostrzeżony przez klub Hertha BSC, gdzie grał w zespole rezerw. Po trzech latach podpisał kontrakt z FC Hansa Rostock. W Hansie grał tak samo jak w Hercie, w zespole rezerw, zanim zaczął grać dla seniorskiego składu. W dniu 9 marca 2009 roku został zawieszony w seniorskiej drużynie i wrócił do gry w zespole rezerw. 18 sierpnia 2009 został zwolniony z kontraktu i stał się wolnym agentem. 20 kwietnia 2010 roku podpisał kontrakt z FC Carl Zeiss Jena, ale na końcu sezonu zrezygnował z gry w tym klubie. Latem 2011 roku podpisał dwuletni kontrakt z Fortuną. Dla klubu z Düsseldorfu (czerwiec 2012) zagrał 64 mecze i strzelił 2 bramki. W latach 2012–2015 grał w Werderze Brema, a w 2016 trafił do Liaoning Whowin.